# Ariostazo

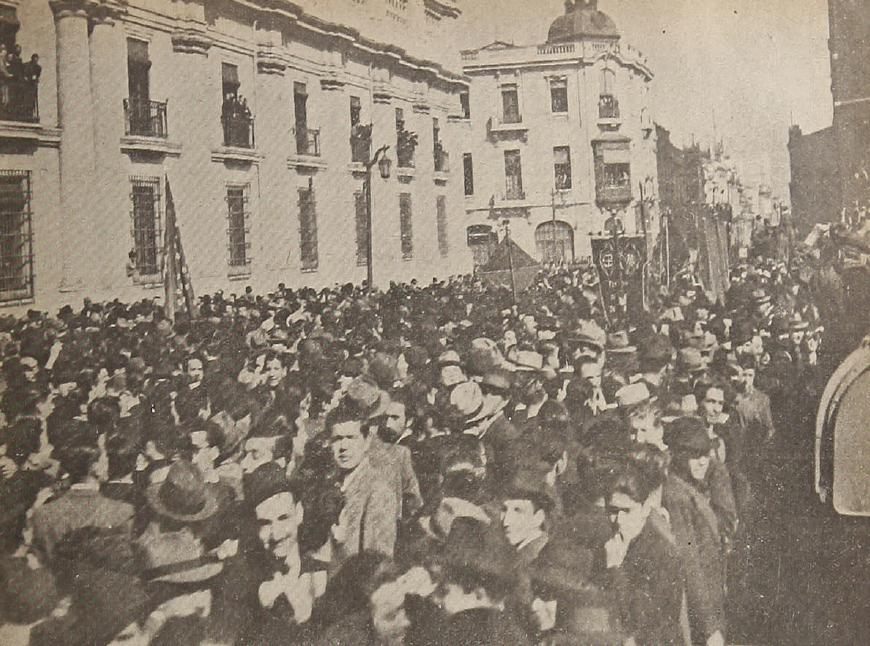
Gremios obreros llegan a La Moneda a apoyar al gobierno de Pedro Aguirre Cerda, una vez sofocado el Ariostazo.

El Ariostazo fue un intento de golpe de Estado ocurrido en Chile el 25 de agosto de 1939 contra el Presidente Pedro Aguirre Cerda.
La acción fue protagonizada por el general Ariosto Herrera. El militar, que era nieto del héroe de la Guerra del Pacífico Eleuterio Ramírez, había sido llamado a retiro pocos meses antes debido a su aversión hacia los comunistas, que formaban parte del Frente Popular gobernante. El general Herrera se había negado a desfilar frente a La Moneda al considerar que había demasiadas banderas rojas cerca de sus tropas.
El 25 de agosto de 1939, tropas fieles a Herrera tomaron el Regimiento Tacna para planear el golpe de Estado, mientras en la escuela militar de San Fernando los militares fieles a Ariosto Herrera tratan de tomar la escuela fracasando en el intento.  
Mientras el general Fernández del bando leal al gobierno toma el regimiento Buin y se convierte en la base de los leales al gobierno. 
Mientras en las bases cazadores, comunicaciones y tren se unen al bando fiel al gobierno. 
Carlos Ibáñez del Campo llega a las 6 AM al regimiento Tacna junto a Ariosto Herrera. Los suboficiales, sin embargo, perciben que el ariostazo no tiene como propósito el aumento de sueldo de los militares, sino un golpe de Estado a beneficio de Carlos Ibáñez del Campo y Ariosto Herrera. 
En La Moneda el ministro de agricultura Arturo Olavarría le decía a Pedro Aguirre Cerda que se fueran del lugar, pero Aguirre con arma en mano dijo: "de aquí no me sacarán si no muerto, mi deber es morir peleando en defensa del mandato que me otorgó el pueblo". Esto lo escucho Salvador Allende, el cual se inspiró en las palabras del Presidente Pedro Aguirre Cerda para decir su último discurso.[cita requerida]
Al final el intento de golpe fue disuelto por falta de apoyo por parte de los militares tanto leales al gobierno al igual que los sublevados.  
Según se dijo en su momento, detrás del Ariostazo se encontraba Carlos Ibáñez del Campo, sin embargo, no pudo ser juzgado por los hechos ya que huyó a Argentina, tras recibir asilo en la embajada del Paraguay.